# Sibundoxia
Sibundoxia is een geslacht van hooiwagens uit de familie Cranaidae.
De wetenschappelijke naam Sibundoxia is voor het eerst geldig gepubliceerd door Roewer in 1963. 

## Soorten
Sibundoxia is monotypisch en omvat slechts de volgende soort:
- Sibundoxia scripta